# Casa Menozzi
Casa Menozzi è un edificio storico situato in via Frattini 5 a Mantova, a fianco di palazzo Valenti Gonzaga.

## Storia e descrizione
Venne edificata in stile rinascimentale su tre livelli nel XV secolo, forse ad opera dell'architetto fiorentino Luca Fancelli, prefetto delle Fabbriche Gonzaghesche dal 1450 al 1490.
La facciata si caratterizza per la presenza di cinque statue inserite in nicchie scandite da semicolonne tortili: l'Angelo Annunciante, la Vergine Annunciata e tre Apostoli; gli originali sono conservati nel museo della città di palazzo San Sebastiano.
La casa appartenne alle nobili famiglie mantovane degli Arrivabene e dei Valenti Gonzaga dalla fine del Seicento. La casa prende il nome dallo scultore Giuseppe Menozzi (1895-1966), che ne fu proprietario.